# Åsnes
Åsnes este o comună din provincia Innlandet, Norvegia.